# Anastassija Alexandrowna Platonowa

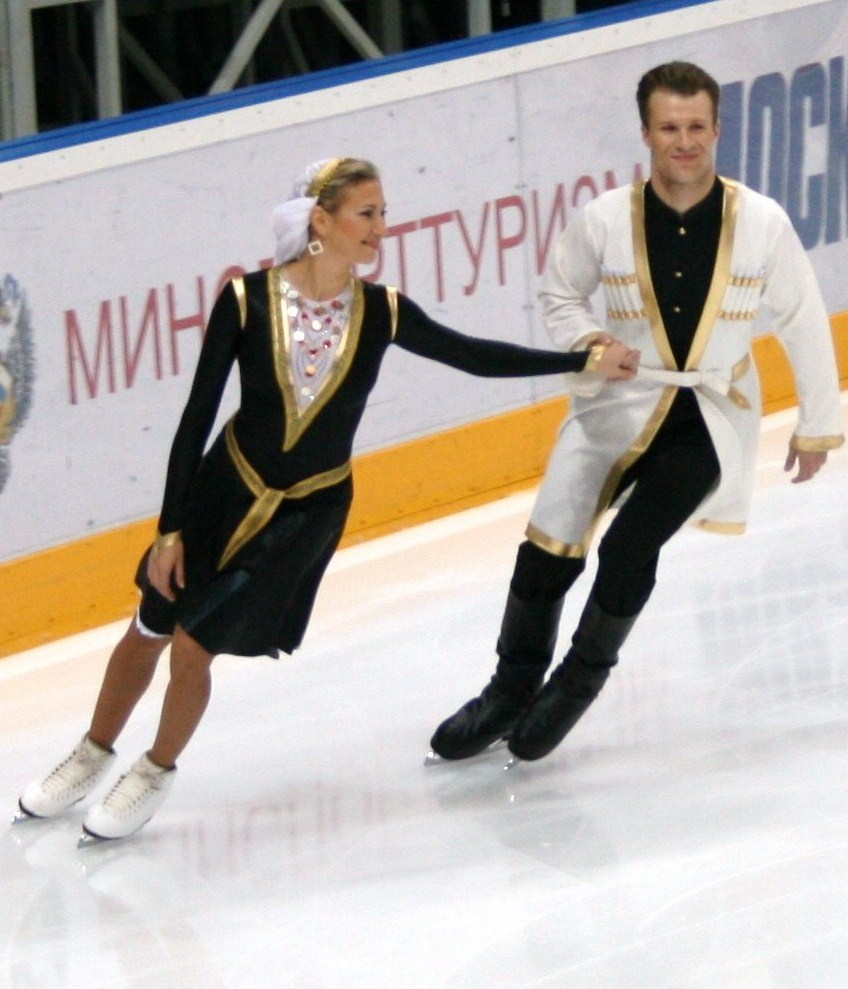
Anastassija Platonowa und Alexander Gratschow 2009

Anastassija Alexandrowna Platonowa (russisch Анастасия Александровна Платонова; * 28. August 1986 in Moskau) ist eine russische Eistänzerin.
Platonowa begann im Jahr 1990 mit dem Eiskunstlaufen. Ihr erster Partner war Dimitri Ponomarew. Das Paar trennte sich 2003. Ihr darauf folgender neuer Partner war Andrei Maximischin. Platonowa/Maksimischin trainierten bei Alexander Gorschkow und Sergei Schemodarow und starteten für Odinzowo, Moskau. Mit Maximischin konnte die Eistänzerin bei der Winteruniversiade 2007 die Silbermedaille erringen.
Nach einer Verletzung gab Platonowa 2007 zunächst ihren Rücktritt vom aktiven Sport bekannt, ließ sich jedoch umstimmen und startete bei den russischen Meisterschaften 2008 erstmals mit Alexander Gratschow, dem Juniorenweltmeister von 2004, ihrem neuen Partner. Das Paar belegte bei der Russischen Meisterschaft 2008 den fünften Platz. Trainiert wurde das Duo von Elena Kustarova und Swetlana Lwowna Alexejewa.
In der Saison 2008/2009 konnte das Eislaufpaar eine Silbermedaille beim Finlandia-Trophy-Turnier erringen und nahm zudem an der Grand-Prix-Serie beim Cup of Russia teil, wo es den siebten Platz belegte. Bei den russischen Meisterschaften 2009 wurden Platonowa und Gratschow wiederum, wie im Jahr zuvor, Fünfte. Im Sommer 2009 fand dann ein Trainerwechsel statt, das Duo tat sich mit Alexander Wjatscheslawowitsch Schulin zusammen.
Nachdem das Eislaufpaar bei den Russischen Meisterschaften 2010 den enttäuschenden siebten Platz belegte, beschlossen beide, ihre sportliche Karriere zu beenden. Ihr weiterer Weg führte sie zur Eisrevue, wo sie beispielsweise im Dezember 2010/Januar 2011 im Olympiastadion Luschniki in der Neujahrs-Eisshow Die Schneekönigin nach dem Märchen von Hans Christian Andersen als Prinzessin und als Prinz auftraten.

## Erfolge (mit Maksimischin)

### Juniorenweltmeisterschaften
- 2005 – 6. Rang
- 2006 – 5. Rang

### Russische Meisterschaften
- 2007 – 4. Rang

## Erfolge (mit Gratschow)

### Russische Meisterschaften
- 2008 – 5. Rang
- 2009 – 5. Rang
- 2010 – 7. Rang